# Percy Foreman
Percy Eugene Foreman (21 de junio de 1902-25 de agosto de 1988) fue uno de los mejores abogados del estado de Texas. Perdió solo 53 de 1000 casos de pena de muerte y solo un caso resultó en ejecución. Algunos de sus clientes fuen Edwin Walker, James Earl Ray, Charles Harrelson, y Candy Mossler. En 1966, Foreman recibió el Golden Plate Award de la American Academy of Achievement y en 1984, la Asociación de Abogados de Defensa Criminal de Texas creó el premio Percy Foreman Abogado del Año.